# Sudimoro (Tulangan)
Sudimoro is een bestuurslaag in het regentschap Sidoarjo van de provincie Oost-Java, Indonesië. Sudimoro telt 3872 inwoners (volkstelling 2010).